# Kubera
Kubera (Kuvera) är en vanskapt dvärg i indisk mytologi, framställd med tre ben och åtta tänder.

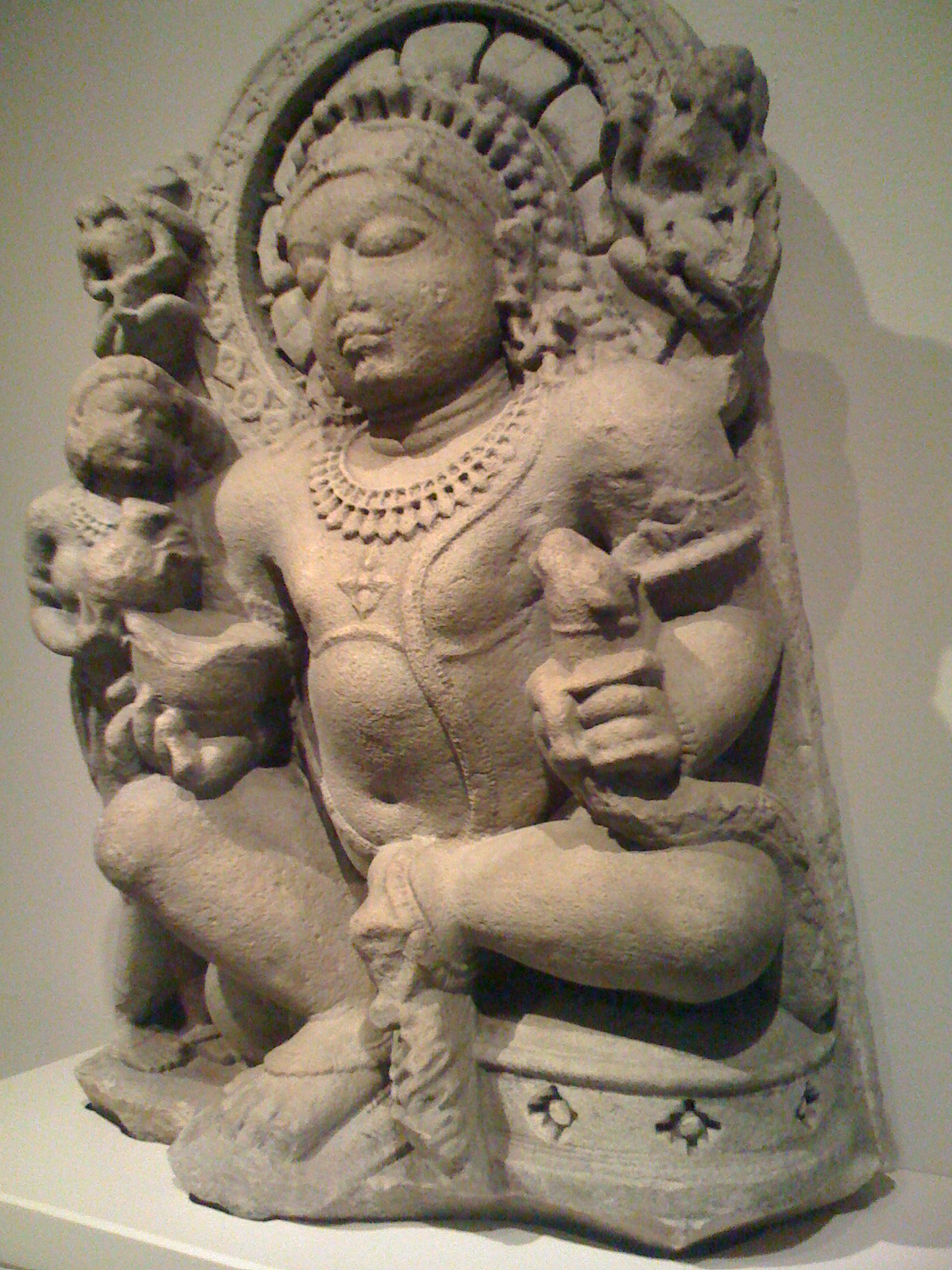
900-tals staty av Kubera

Kubera brukar framställas som led och ful men har genomgått förvandlingen från ond ande till hinduisk gud. Liksom dvärgar i många andra mytologier hade Kubera till uppgift att vakta en stor skatt. Han beskrivs som rikedomens och skatternas gud, en av världsvaktarna och härskare över en del demoniska väsen vilka liksom guden själv sägs härstammar från Brahmas son Pulastya. 
I Ramayana beskrivs hur han av skaparguden Brahma erhöll Lanka (Sri Lanka) som sin huvudstad, men hur demonen Ravana erövrade staden. Kubera tog sitt residens på berget Gandhamadana eller Kailasa (ett sagoberg i eller norr om Himalaya) med den i paradisisk yppighet och fägring prunkande staden Alaka, beskriven i Kālidāsas diktverk Meghaduta. 
Hos buddhisterna gäller han som den östra världsvaktaren
(lokapala), hos jainisterna som tjänare för den 19:e arhant i nuvarande tidsålder (avasarpim).